# Campionati canadesi di sci alpino 2025
I Campionati canadesi di sci alpino 2025 si sono svolti a Mont-Tremblant dal 25 al 27 marzo; sono stati assegnati i titoli di slalom gigante e slalom speciale, sia maschili sia femminili. 
Trattandosi di competizioni valide anche ai fini del punteggio FIS, vi hanno potuto partecipare anche sciatori di altre federazioni, senza che questo consentisse loro di concorrere al titolo nazionale canadese. 

## Risultati

### Uomini

#### Slalom gigante
| Pos. | Atleta             | Nazione     | Tempo   |
| ---- | ------------------ | ----------- | ------- |
| 1    | Cooper Puckett     | Stati Uniti | 1:57,32 |
| 2    | Liam Wallace       | Canada      | 1:57,85 |
| 3    | William St-Germain | Canada      | 1:57,99 |
| 4    | Étienne Mazellier  | Canada      | 1:58,03 |
| 5    | Simon Fournier     | Canada      | 1:58,09 |
| 6    | Daniele Sette      | Svizzera    | 1:58,17 |
| 7    | Sascha Gilbert     | Austria     | 1:58,29 |
| 8    | Harrison Digangi   | Stati Uniti | 1:59,23 |
| 9    | Kyle Blandford     | Canada      | 2:00,03 |
| 10   | Pierick Charest    | Canada      | 2:00,25 |

Data: 25 marzo

#### Slalom speciale
| Pos. | Atleta                 | Nazione     | Tempo   |
| ---- | ---------------------- | ----------- | ------- |
| 1    | Cooper Puckett         | Stati Uniti | 1:51,32 |
| 2    | Max Malsiner           | Italia      | 1:53,51 |
| 3    | Jesse Kertesz-Knight   | Canada      | 1:53,57 |
| 4    | Lexis Cournoyer        | Canada      | 1:54,41 |
| 5    | Charles-Antoine Goulet | Canada      | 1:54,60 |
| 6    | Maximilian Haussmann   | Germania    | 1:55,21 |
| 7    | Jayden Buckrell        | Canada      | 1:55,74 |
| 8    | Robby Kelley           | Stati Uniti | 1:56,23 |
| 9    | Jake Kertesz-Knight    | Canada      | 1:56,30 |
| 10   | Tor Borgia             | Stati Uniti | 1:56,71 |

Data: 26 marzo

### Donne

#### Slalom gigante
| Pos. | Atleta            | Nazione | Tempo   |
| ---- | ----------------- | ------- | ------- |
| 1    | Kendra Giesbrecht | Canada  | 2:01,06 |
| 2    | Eleri Smart       | Canada  | 2:01,69 |
| 3    | Zoe Gray          | Canada  | 2:02,40 |
| 4    | Estelle Martin    | Canada  | 2:02,78 |
| 5    | Tilde Kandell     | Svezia  | 2:03,37 |
| 6    | Sarah Bennett     | Canada  | 2:03,45 |
| 7    | Mika Anne Reha    | Canada  | 2:03,56 |
| 8    | Lily Sewell       | Canada  | 2:03,86 |
| 9    | Ashley Campbell   | Canada  | 2:03,89 |
| 10   | Olivia Andersson  | Svezia  | 2:04,07 |

Data: 25 marzo

#### Slalom speciale
| Pos. | Atleta           | Nazione       | Tempo   |
| ---- | ---------------- | ------------- | ------- |
| 1    | Kiara Alexander  | Canada        | 1:54,81 |
| 2    | Elsa Feliciello  | Canada        | 1:55,69 |
| 3    | Victoria Palla   | Gran Bretagna | 1:55,79 |
| 4    | Sarah Bennett    | Canada        | 1:56,15 |
| 5    | Eleri Smart      | Canada        | 1:56,54 |
| 6    | Tilde Kandell    | Svezia        | 1:57,10 |
| 7    | Andreea Nicolici | Canada        | 1:57,86 |
| 8    | Benedetta Caloro | Italia        | 1:58,35 |
| 9    | Mika Anne Reha   | Canada        | 1:58,49 |
| 10   | Elese Sommerová  | Rep. Ceca     | 1:58,73 |

Data: 27 marzo